# Berenguer de Narbona
Berenguer de Narbona (c. 1140-depuesto o muerto en 1211/1213), hijo natural del conde de Barcelona y princeps de Aragón Ramón Berenguer IV, fue abad de Montearagón, obispo de Lérida y arzobispo de Narbona. A lo largo de su vida defendió los intereses que en Occitania tenía la Casa de Aragón.

## Biografía
Su primera aparición documental es en agosto de 1169, cuando se le menciona como abad de Montearagón, por lo que se calcula nació en torno al 1140. Ya en 1170 fue nombrado obispo de Tarazona, más tarde, de 1176/7 a 1191 fue obispo de Lérida, desde donde tuvo que combatir a los cátaros. En 1179 participó en el Concilio de Letrán III celebrado en Roma y en 1180 en el concilio provincial de Lérida para dar a conocer las decisiones, con el fin de aplicarlas a la provincia tarraconense. 
En 1186 juró delante del cabildo de la catedral mantener y conservar los privilegios y concesiones que el obispo Guillermo Pedro de Ravidats había concedido y de 1191 al 1213 fue arzobispo de Narbona. El Papa Inocencio III, con quien tuvo grandes conflictos, le privó de la abadía del Monasterio de Montearagón, y le declaró indigno desde 1201 por proteger los intereses de los cátaros.